# Muradnagar
Muradnagar ist eine Stadt im indischen Bundesstaat Uttar Pradesh. Die Stadt befindet sich in der Nähe von Delhi und ist Teil der National Capital Region, weshalb sie ein rasches Bevölkerungswachstum verzeichnet.
Die Stadt ist Teil des Distrikts Ghaziabad. Muradnagar hat den Status eines Nagar Palika Parishad und ist in 25 Wards (Wahlkreise) gegliedert. Sie hatte am Stichtag der Volkszählung 2011 95.208 Einwohner, von denen 43.029 Männer und 38.414 Frauen waren. Die Alphabetisierungsrate in Muradnagar liegt mit 73,63 % über dem Landesdurchschnitt von 67,68 %. Sie liegt bei Männern bei 81,22 % und bei Frauen bei 65,19 %. In der Stadt bilden Muslime mit 50,04 % der Bevölkerungsmehrheit, während Hindus einen Bevölkerungsanteil von 49,35 % haben.
Beim Dacheinsturz eines Krematoriums in der Stadt 2021 kamen 25 Menschen ums Leben.